# Martina van Boxen
Martina van Boxen (* 1960 in Mönchengladbach) ist eine deutsche Regisseurin.

## Leben
Martina van Boxen studierte visuelle Kommunikation an der Fachhochschule Düsseldorf. 1983 bis 1987 absolvierte sie eine Schauspielausbildung an der Hochschule für Musik und Theater Hannover.  Sie war zwei Jahre im Festengagement am Stadttheater Ingolstadt, bevor sie zurück nach Hannover ging, um dort gemeinsam mit weiteren Absolventen der Hochschule für Musik und Theater das „Theater an der Glocksee“ zu gründen. Hier arbeitete sie als Schauspielerin und Regisseurin.
Martina van Boxen war Gründungs- und lange Jahre Vorstandsmitglied des Landesverbandes der Freien Theater in Niedersachsen.
Im Jahr 1992 wurde sie neben Michael Habelitz künstlerische Leiterin und Geschäftsführerin der Theaterwerkstatt Hannover. Dort führte sie bei zahlreichen Inszenierungen Regie. Bei der EXPO 2000 inszenierte sie für das Land Österreich die literarischen Interventionen Lebenskunst:Kunstleben. 2003 inszenierte sie den Musterschüler (nach Stephen King) als Koproduktion der Theaterwerkstatt Hannover, des Theaters Triebwerk zusammen mit Kampnagel Hamburg. Die Inszenierung wurde zum „Augenblick Mal! Das Festival für junges Publikum“ nach Berlin eingeladen. Die Geschichtenverschwörung nach Motiven einer indischen Volkserzählung wurde 2003 im Rahmen einer Gastspielreihe von „Culture in motion“ zusammen mit dem Goethe-Institut nach Indien eingeladen.
2005 wurde Elmar Goerden Intendant am Schauspielhaus Bochum und berief Martina van Boxen ans Junge Schauspielhaus, dessen Leiterin sie 13 Jahre lang war. In der Spielzeit 2007/2008 arbeitete sie hier mit dem Autor Kristo Šagor zusammen. Das daraus entstandene Drama Bevor wir gehen wurde 2008 vom Jungen Ensemble uraufgeführt. Insgesamt inszenierte sie in Bochum über 60 Produktionen für Kinder, Jugendliche und Erwachse, zahlreiche partizipatorische Projekte mit Jugendlichen und Erwachsenen sowie Projekte in Zusammenarbeit mit Schulen, wie „Hauptschule in Bewegung“ und „Schule in Bewegung“.
2019 übernahm van Boxen am Staatstheater Kassel die Leitung des Jungen Staatstheaters. 2020 inszenierte sie hier unter anderem die Uraufführung des ersten Kinderstücks von Dea Loher Bär im Universum für Kinder ab 5 Jahren, mit der sie zu den Mühlheimer KinderStücken 2021 eingeladen wurde.
Seit Sommer 2021 arbeitet sie freiberuflich an Häusern wie: Theater Ingolstadt, Kinder- und Jugend Theater Dortmund, Theater Freiburg, oder Junges Schauspielhaus Bochum.
Lehraufträge führten sie an die Akademie der Kulturellen Bildung des Bundes und des Landes NRW, an die Folkwang Universität der Künste in den Fachbereichen Regie, Schauspiel und Physical Theatre, sowie an die Hochschule der Künste nach Bern. Mehrfach war sie als Jurymitglied tätig, so bei KinderStücke Mühlheimer Theatertage, dem STELLA-Darstellender-Kunst-Preis in Österreich, oder Westwind – Theatertreffen für junges Publikum NRW.
Sie ist Autorin mehrerer Stücke für ein junges Publikum. Ihr Stück Nalu und das Polymeer für Kinder ab 9 Jahren wurde auch ins Russische übersetzt und in Rostow am Don von Hanna Müller inszeniert. Ihre Bühnenfassung des Romans Der geheimnisvolle Fremde von Mark Twain wird vom Verlag für Kindertheater  verlegt.

## Festival-Einladungen
- 2005 Der Blaue Stuhl nach dem Bilderbuch von Claude Boujon – „Seoul Performing Arts Festival for Young Audiences“ und „Mirjang Summer Festival“, Korea
- 2007 Der Luftballonverkäufer von Roberto Frabetti – „Westwind Theatertreffen für junges Publikum NRW“
- 2008 Wolken sind ziehender Ärger von Ad de Bont – “Kaas & Kappes”
- 2008 Troi von Martina van Boxen, „Westwind Theatertreffen für junges Publikum NRW“
- 2010 Kummer und Courage von Flora Verbrugge & Herman van Baar – „Westwind Theatertreffen für junges Publikum NRW“
- 2011 Troi von Martina van Boxen in Koproduktion mit der Theaterwerkstatt Hannover vom Goetheinstitut Chenai zum „Little Children Festival“, Chenai und Bangalore, Indien eingeladen
- 2012 Spiel des Lebens in Kooperation mit der Folkwang Universität der Künste, Text in Zusammenarbeit mit dem Autor Lutz Hübner – „Schauspielschultreffen“, Wien
- 2012 Hikikomori von Holger Schober – „Hessische Kinder- und Jugendtheaterwoche“, Marburg
- 2012 Fred & Anabel eine Liebesgeschichte für Kinder nach dem Bilderbuch von Lena Hesse – „Szene bunte Wähne. Internationales Theaterfestival für junges Publikum“, Österreich
- 2013 Unser Lehrer ist ein Troll von Dennis Kelly – „Westwind Theatertreffen für junges Publikum NRW“
- 2014 Da-Heim ein Tanz- und Theaterprojekt mit in Obhut genommenen Jugendlichen, Künstlerische Leitung gemeinsam mit dem Choreografen Guido Markowitz – „Tanztreffen der Jugend Bundeswettbewerb der Berliner Festspiele“, Berlin
- 2014 Der Gärtner von Mike Kenny – „Westwind Theatertreffen für junges Publikum NRW“
- 2015 Grimmsklang. Ein etwas anderes Märchen – „Westwind Theatertreffen für junges Publikum NRW“
- 2016 Co-Starring von Theo Fransz – „Westwind Theatertreffen für junges Publikum NRW“
- 2017 Über Gott und die Welt ein Tanz- und Theaterprojekt mit Jugendlichen, Künstlerische Leitung gemeinsam mit dem Choreografen Arthur Schopa – „Bürgerbühnenfestival – Art of the cities“, Freiburg
- 2019 Lindbergh. Die abenteuerliche Geschichte einer fliegenden Maus nach dem Bilderbuch von Torben Kuhlmann – „Ruhrfestspiele Recklinghausen“
- 2019 Fed & Anabel eine Liebesgeschichte für Kinder nach dem Bilderbuch von Lena Hesse – „Ruhrfestspiele Recklinghausen“
- 2020 Ich bin Muslima, Haben Sie Fragen? Bürgerbühnenprojekt mit 13 muslimischen Mädchen und Frauen im Alter von 11 bis 68 Jahren an der Bürgerbühne des Staatsschauspiel Dresden – „Willkommen Anderswo 2020 – Wider alle Grenzen“ Festival für partizipatives Theater in Bautzen[6]
- 2021 „Bär im Universum“ von Dea Loher – „KinderStücke“ Mühlheimer Theatertage
- 2021 „Das Gesetz der Schwerkraft“ von Olivier Sylvestre – „Ruhrfestspiele Recklinghausen“ und „Woche junger Schauspielerinnen und Schauspieler“ der Deutschen Akademie der Darstellenden Künste
- 2023 Der geheimnisvolle Fremde nach einem Roman von Mark Twain – „Westwind Theatertreffen für junges Publikum NRW“

## Preise und Auszeichnungen
- 2023 Preis der Jugendjury für Der geheimnisvolle Fremde bei Westwind, Koproduktion Junge Bühne Bochum mit Junges Schauspielhaus Bochum
- 2018 Deutscher Theaterpreis Der Faust in der Kategorie „Beste Regie im Kinder- und Jugendtheater“ für Lindbergh – Die abenteuerliche Geschichte einer fliegenden Maus Schauspielhaus Bochum
- 2016 Preis der Jugendjury bei „Westwind“ für Co-Starring, Schauspielhaus Bochum
- 2010 Preisträgerin bei „Kinder zum Olymp“ mit „Hauptschule in Bewegung“ Just do it! Ein Reggae Musical
- 2007 Publikumspreis bei „Westwind“ für Der Luftballonverkäufer Schauspielhaus Bochum
- 2000 Niedersächsischer Theaterpreis für Der blaue Stuhl Theaterwerkstatt Hannover
- 1994 „Traumspiele“ -Festivalpreis des Landes NRW für Das ertrunkene Land, Theaterwerkstatt Hannover